# Ornette on Tenor
Ornette on Tenor – szósty i ostatni album nagrany dla firmy Atlantic przez Ornette’a Colemana w 1961 r.

## Historia i charakter albumu
Mimo całej wirtuozerii kontrabasisty Scotta LaFaro nie pasował on do kwartetu tak jak Charlie Haden. Haden chociaż nie wybijał się na pierwszy plan i był, zwłaszcza na pierwszych albumach, nieco asekurancki, reagował na muzykę pozostałej trójki intuicyjnie i natychmiast. Scott LaFaro natomiast zdawał się zadawać sobie pytanie jak ma odpowiedzieć na zagrania muzyków. Haden grał także ciężej, w tym znaczeniu, iż grał w środkowych i dolnych rejestrach kontrabasu. Scott LaFaro grał natomiast lekko, w górnych rejestrach. Jego dźwięk nie był zatem tak pełny jak Hadena.
Do nagrania kolejnego albumu Coleman wybrał więc nowego kontrabasistę. Był nim Jimmy Garrison, którego moc i swoista perkusyjność gry stawiała go blisko Hadena. Miał także ciemniejszy ton od LaFaro, co mogło być skutkiem jego współpracy z Johnem Coltrane'em, w końcu głównie saksofonistą tenorowym.
Album został nagrany w czasie dwóch sesji. Na pierwszej – 22 marca 1961 – nagrano tylko jeden utwór „Eos”. Na drugiej sesji – 27 marca 1961 – nagrano pięć utworów: „Enfant”, „Ecars”, „Cross Breeding”, „Harlem's Manhattan” i „Mapa”. Wszystkie – oprócz „Harlem's Manhattan”, który trafił na The Art of the Improvisers – znalazły się na Ornette on Tenor.

## Muzycy
- Ornette Coleman – saksofon tenorowy
- Don Cherry – trąbka kieszonkowa
- Jimmy Garrison – kontrabas
- Ed Blackwell – perkusja

## Utwory
- Strona pierwsza: 1–2
- Strona druga: 3–5

| 1. | Cross Breeding | 11:17 |
|    |                |       |
| 2. | Mapa           | 9:05  |
|    |                |       |
| 3. | Enfant         | 6:26  |
|    |                |       |
| 4. | Eos            | 6:35  |
|    |                |       |
| 5. | Ecars          | 7:35  |
|    |                |       |
|    |                | 40:58 |
|    |                |       |

## Opis płyty
- Producent – Nesuhi Ertegün
- Inżynierowie – Phil Iehle i Tom Dowd
- Studio – Atlantic Recording Studios, Nowy Jork, Nowy Jork.
- Nagranie – środa 22 marca i poniedziałek 27 marca 1961, 9:00 wieczór–1:30 w nocy
- Firma nagraniowa – Atlantic Records
- Numer katalogowy – 1394
- Data wydania – grudzień 1962
- Czas trwania – 40 min. 58 sek.
- Projekt okładki – Bob Slutzky
- Tekst na okładce – A.B. Spellman